# سلفة
السُلفَة والجمع سلف (بالإنجليزية: soft loan) هي أحد أنوع الديون وغالباً ما تكون بدون فوائد، تمنح السلف للكثير من طلاب الجامعات أو للذين يحتاجون لمبلغ صغير لمدة تعد أقل من مدة القرض حيث يكون مبلغ السلفة في أكثر الأحيان أقل من القروض، كما أنه يوجد سلفة على الراتب وهي عبار عن سلف مؤقتة تعطى بضمان الراتب الذي يتقاضاه الموظف، وتسترد هذه السلف عن طريق اقتطاع بعض الأموال من المعاش.

## الأنواع
السلفة المستديمة مبلغ من النقود تحتفظ به الوحدات الحكومية ذات النشاط الإداري لصرف المبالغ النثرية الصغيرة والطارئه والعاجلة ويخص بها مصلحة المخيص وتحدد قيمتها نهائيا بعد مضي ستة أشهر من تاريخ صرفها بحيث لا يزيد على متوسط المنصرف منها شهريا في هذه المدة مضافا إليه 50% من هذا المتوسط. ويعهد بالسلفة المستديمة إلى موظف مسئول هو سكرتير المدرسة وتصرف قيمة السلفة المستديمة خصما على حساب جاري شخصي يفتح بالدفاتر الحسابية باسم من تكون السلفة في عهدته فإذا تغير أو نقل تقوم إدارة الحسابات بنقل العهدة إلى حساب شخص جديد باسم من يخلفه وذلك بمقتضى الإقرار المقدم منه بالاستلام.
أوجه الصرف من السلف المستديمة:
نشأة العهدة
تقررت السلفة المستديمة أصلا لمواجهة المصروفات العاجلة والطارئه التي لا تتجاوز عشرون جنيها مع ذلك فإن اللائحة المالية للميزانية والحسابات اجازات الصرف زيادة عن هذا القدر في حالات معينة أيا كانت القيمة.
كما نصت على عدم جواز دفع مصروفات معينة من هذه السلفة حتى لو كانت قيمتها تقل عن عشرين جنيها على النحو التالي:
المبالغ التي تصرف من السلفة المستديمة مهما كانت قيمتها:
(1) مثل الأصناف الغذائية اليومية التي تشترى في الحال بسبب تأخر المتعهدين في توريد اللازم منها في الميعاد المحدد أو بسبب رفض المورد منها لمخالفة الشروط.
(2) أجور البرقيات المصلحية التي ترسل للإدارة داخل الجمهورية أو خارجها على أن يرفق بالإيصال الإشارة التلغرافية.
(3) أجور المكالمات التليفونية المصلحية مع ضرورة إرفاق ملخص المكالمة بالإيصال.
(4) الرسوم الجمركية على الطرود البريدية الوارده من الخارج.
(5) أجور النقل والمشالات.
(6) مداركة الأصناف الضرورية لحسن سير العمل إذا لم تكن موجودة بالمخازن بالإدارة سواء كانت هذه الأصناف دائمة أو استهلاكية وإرفاق ما يثبت ذلك مع أوراق الاستعاضة.
(7) أجور الانتقال عن المأموريات المصلحية.
(8) الوقود الخاص بالإنارة.
(9) في الحالات الطارئه التي يخشى من عدم إصلاحها ضرر مثل إصلاح السيفونات والحنفيات والبالوعات.
المبالغ التي لا تصرف من السلفة المستديمة وإن قلت قيمتها عن عشرين جنيها:
مصروفات بدل السفر والماهيات والأجور.
قيد السلفة المستديمة بالدفاتر:
يقوم صاحب العهدة بإمساك دفتر خاص (دفتر مصروفات السلف 63 ع.ح.) لقيد المبالغ التي يتسلمها وما يصرف منها ويراعى عند قيدها ما يلي:-
(1) أن تأخذ هذه المستندات أرقاما مسلسلة تبدأ برقم (1) في أول كل سنة مالية ويستمر حتى نهاية السنة المالية.
(2) يثبت المنصرف من السلفة بأصل قيمته قبل إستقطاع الدمغات حتى يتم الخصم على بنود الميزانية بأصل المبالغ مع توريد رسم الدمغة لمصلحة الضرائب دون لصقها.
(3) لن تعتبر مستندات كل استعاضه وحدة مستقلة عن مستندات استعاضه وحده مستقلة عن مستندات استعاضه السلفة التي تليها.
(4) عدم قيد مستتندات الصرف إلا إذا كانت هذه المستندات صالحة للصرف ومستوفاه.
استعاضة المنصرف من السلفة المستديمة:-
يجري استعاضة المنصرف من السلفة المستديمة كلما قاربت على النفاذ حسب ظروف كل مدرسة وحتما في الأسبوع الأخير من الشهر على أن يراعى ضرورة إدخال المبالغ المنصرفه في حساب السنة المالية المتخصصة.
ويتقدم من بعهدته السلفة المستديمة بطلب استعاضة المنصرف من السلفة على الاستمارة (62 – ع.ح) مرفقا بها المستندات المؤيده لها على أن تكون مختومه بخاتم (خالص) أما المستندات فتختم بخاتم (صرف).
ثانيا: السلف المؤقتة:
==السلف المؤقتة== هي مبالغ أميريه تصرف إلى العاملين كأمانه خصما على بند أو نوع ميزانية السنة الجارية لتدارك غرض أو أغراض سبق الترخيص بها.وتحدد الجهة التي تمسك بنود الميزانية الخاصة بها المبالغ التي تقررها لكل مدرسه.
على أساس أن يكون التوزيع عادلا وتصرف هذه السلف بموجب شيكات أو أذون بريد بعد أن تخطرها الجهة المعنيه بالإدارة بقيمة ما يخص المدرسة منها ويجوز أن يرخص للمدارس بصرف ما أعتمد لها من مبالغ من السلفة المستديمة إذا وجدت أن قيمة السلفة المستديمة تتحمل هذا الصرف كما هو متبع في سلف إصلاح الأثاث وترميم المبنى.